# 站前街道 (鞍山市)
站前街道，是中华人民共和国辽宁省鞍山市铁东区下辖的一个乡镇级行政单位。2019年12月，撤销胜利街道，下辖的6个社区成建制分别划入站前街道和园林街道。撤销钢城街道，下辖的5个社区成建制划入站前街道办事处。

## 行政区划
站前街道下辖以下地区：
天兴国际社区、华联社区、中天社区和富田社区。